# Wissenschafts-Olympiade
Die Wissenschafts-Olympiade soll Jugendliche fördern, wissenschaftliche Begabungen und Kreativität wecken. Zehn Olympiaden organisieren Workshops, Lager, Prüfungen sowie Wettbewerbe für jährlich über 9'000 Talente in Wissenschaft und Technik. Die Wissenschafts-Olympiade will Begegnungen zwischen Jugendlichen und Wissenschaftlern ermöglichen. Die Mitwirkenden sind hauptsächlich junge Forschende, die freiwillig und unentgeltlich Zeit und Wissen in das nationale Programm investieren.
Die Olympiaden werden für Kinder und Jugendliche in der Schweiz und im Fürstentum Liechtenstein in diesen Fächern angeboten: Astronomie, Biologie, Chemie, Geographie, Informatik, Linguistik, Mathematik, Philosophie, Physik, Robotik und Wirtschaft.

## Geschichte
Vorläufer der Wissenschafts-Olympiade in der Schweiz ist die Koordinationsstelle für die Olympiaden in Chemie, Mathematik und Informatik. Diese wurde bereits 1993 durch Claire von Wyss geschaffen. Im Jahr 2004 gründeten die nun fünf Vereine zur Organisation der Olympiaden in Chemie, Biologie, Informatik, Mathematik und Physik den Verband Schweizer Wissenschafts-Olympiaden (VSWO). Das Präsidium des Verbandes übernahm Daniel Wegmann, die Geschäftsführung Claudia Appenzeller.
2011 wurde die Philosophie-Olympiade als assoziiertes und vier Jahre später als ordentliches Mitglied aufgenommen. 2015 stiess die Geographie-Olympiade als assoziiertes und ein Jahr später als ordentliches Mitglied zum Verband. 2019 folgte die Aufnahme der World Robot Olympiad Schweiz als ordentliches Mitglied, welches die Robotik-Olympiade in der Schweiz organisiert. 2018 wurden Corporate Identity und Corporate Design an die Bedürfnisse der Zielgruppen angepasst. Der Verband nennt sich seither Wissenschafts-Olympiade. 2021 ist die Linguistik-Olympiade als zehntes Mitglied zum Verband gestossen, 2024 die Astronomie-Olympiade als elftes Mitglied.
Zu den grössten Erfolgen des Verbandes zählen die Organisation der Internationalen Biologie-Olympiade 2013 in Bern und der Internationalen Physik-Olympiade 2016 in Zürich, sowie die Beteiligung an der European Girls’ Mathematical Olympiad 2017 in Zürich, der European Girls’ Olympiad in Informatics 2021 in Zürich/online, der Middle European Mathematical Olympiad 2022 in Bern und der Internationalen Chemie-Olympiade 2023 in Zürich.

## Vorstand und Geschäftsstelle
Der Vorstand der Wissenschafts-Olympiade besteht aus je einem Vertreter oder einer Vertreterin von jedem ordentlichen Mitgliederverein. Der Vorstand wird von einem Präsidenten oder einer Präsidentin geleitet. Der Verband führt eine Geschäftsstelle, die an der Universität Bern angesiedelt ist.

## Mitgliedervereine
Die Wissenschafts-Olympiade besteht aus elf Mitgliedern, den Vereinen zur Organisation der Schweizer Olympiaden in Astronomie, Biologie, Chemie, Geographie, Informatik, Linguistik, Mathematik, Philosophie, Physik, Robotik und Wirtschaft.

### Astronomie
Jehan Alsawaf und Raphael Zumbrunn, zwei ehemalige Teilnehmende und Volunteers mehrerer Wissenschafts-Olympiaden, gründeten ein Schweizer Auswahlverfahren für die International Olympiad on Astronomy and Astrophyics. Ende November 2024 hat die Vereinsversammlung der Wissenschafts-Olympiade die Astronomie-Olympiade als 11. Mitglied in den Verband aufgenommen.

### Biologie
Die Schweizer Biologie-Olympiade wurde 1998 durch Thomas Braschler und Daniel Wegmann gegründet. Seither ist sie gewachsen und ist mit über Tausend Teilnehmenden die grösste Schweizer Wissenschafts-Olympiade.

### Chemie
1987 stellte der Chemielehrer Maurice Cosandey ein erstes Team zur Teilnahme an der Internationalen Chemie-Olympiade zusammen. Damit ist die Schweizer Chemie-Olympiade die älteste Schweizer Wissenschafts-Olympiade.

### Geographie
2014 gründeten Geographie-Lehrpersonen den Verein SwissGeOlymp zur Organisation der Schweizer Geographie-Olympiade. 2016 nahm zum ersten Mal ein Team aus der Schweiz an der Internationalen Geographie-Olympiade teil.

### Informatik
1992 fand die erste Schweizer Informatik-Olympiade statt. Seither gewann das Team aus der Schweiz fast jedes Jahr mindestens eine Medaille an den Internationalen Informatik-Olympiade.

### Linguistik
Seit 2003 findet die Internationale Linguistik-Olympiade statt. In der Schweiz wird der Wettbewerb zum ersten Mal im November 2021 angeboten. Initiator des Angebots ist der Linguistik-Dozent Michiel de Vaan.

### Mathematik
Auf Initiative der Mittelschülerin Beatrice Wollenmann nahm 1991 zum ersten Mal ein Team aus der Schweiz an der Internationalen Mathematik-Olympiade teil. Der Verein imosuisse organisiert seit 2004 die Schweizer Mathematik-Olympiade.

### Philosophie
Auf Initiative des Philosophielehrers Jonas Pfister nahm 2006 zum ersten Mal ein Team aus der Schweiz an der Internationalen Philosophie-Olympiade teil. Die Schweizer Philosophie-Olympiade wird vom Verein SwissPhilO organisiert.

### Physik
Auf Initiative von Giorgio Häusermann und dank der Unterstützung durch die Koordinationsstelle nahm 1995 das erste Team aus der Schweiz an der Internationalen Physik-Olympiade teil. Die Schweizer Physik-Olympiade wird vom Verein SwissPhO organisiert.

### Robotik
Der Verein WRO Schweiz führt in der Schweiz die Vorausscheidung für das Weltfinale der World Robot Olympiad durch.

### Wirtschaft
Die Wirtschafts-Olympiade ist ein gemeinsames Projekt der Wissenschafts-Olympiade in Kollaboration mit der Organisation YES Young Enterprise Switzerland mit dem Ziel, Jugendliche in Wirtschaft, Finanzen und Unternehmertum zu fördern.

## Preise

### Nachwuchstalente
Die besten Schülerinnen und Schüler werden jährlich am Science Olympiads Day mit Preisen ausgezeichnet.

### Schulpreis
Mit dem Schulpreis wird eine Mittelschule geehrt, die über einen längeren Zeitraum engagierte Förderung in den olympischen Fachgebieten geleistet hat und ihre Schülerinnen und Schüler insbesondere im Hinblick auf die Teilnahme an den Schweizer Wissenschafts-Olympiaden in hohem Masse pädagogisch oder moralisch unterstützt hat. Bisherige Preisträgerinnen sind:
- 2024: Alte Kantonsschule Aarau, AG
- 2023: Alte Kantonsschule Aarau, AG
- 2022: Alte Kantonsschule Aarau, AG
- 2021: Alte Kantonsschule Aarau, AG
- 2020: Alte Kantonsschule Aarau, AG
- 2019: Kantonsschule Wettingen, AG
- 2018: Liechtensteinisches Gymnasium, FL
- 2017: Kantonsschule Solothurn, SO
- 2016: Liceo Cantonale di Mendrisio, TI
- 2015: Kantonsschule Wil, SG
- 2014: Alte Kantonsschule Aarau, AG
- 2013: Kollegium Spiritus Sanctus, Brig, VS
- 2012: Kantonsschule Zürcher Oberland, Wetzikon, ZH
- 2011: Collège Sainte-Croix, Fribourg, FR
- 2010: Neue Kantonsschule Aarau, AG
- 2009: Gymnasium Neufeld, BE
- 2008: Kantonsschule Wettingen, AG
- 2007: Gymnase de la Cité de Lausanne, VD
- 2006: Kantonsschule Sargans, SG

### Kugelpyramide
Von 2005 bis 2017 hat die Wissenschafts-Olympiade zudem Persönlichkeiten ausgezeichnet, die sich in besonderem Masse für Jugend und Wissenschaft eingesetzt hat. Preisträgerinnen und Preisträger waren:
- 2017: Karin Birbaum
- 2016: Thomas Uehlinger und Simon Birrer
- 2015: Juraj Hromkovic
- 2014: Claire von Wyss
- 2013: Andreas Gruber
- 2012: Lorenz Reichel und Thomas Huber
- 2011: Alfredo Mastrocola
- 2010: Claudia Appenzeller
- 2009: Klaus Müller
- 2008: Daniel Wegmann
- 2007: Ernst Flammer
- 2006: Beatrice Wollenmann
- 2005: Maurice Cosandey